# 稚内市立天北小中学校
稚内市立天北小中学校（わっかないしりつ てんぽくしょうちゅうがっこう）は、北海道稚内市沼川にある小学校・中学校併置校。
2002年に上声問小学校・曙小学校・樺岡小中学校・沼川小中学校・曲渕小中学校・豊別小中学校・上修徳小中学校を統合して開校。校舎は旧沼川小中学校の校舎を改装し、使用している。
校名は、各地区がかつて北海道旅客鉄道天北線（1989年廃止）の沿線だったことによる。

## 概要
- 学級数 - 小学校　5　中学校　2
- 生徒数 - 小学校　27　中学校　12（2011年4月1日現在）
- 本務教員数 - 15
- 本務職員数 - 4
- 校長 - 大島　朗
- 学校給食 - あり（自校給食）
- へき地学校指定級 - 3級

## 沿革
- 1999年（平成11年）12月 - 仮称「天北小中学校」開校準備委員会設立
- 2000年（平成12年）12月 - 校名「天北小中学校」に正式決定
- 2002年（平成14年）4月9日 - 開校式を行う
- 2004年（平成16年）3月24日 - 北海道公立学校教育課程実践表彰
- 2005年（平成17年）3月20日 - 日勤火災教育論文表彰
- 2007年（平成19年）11月 - 北海道学校歯科保健優良校表彰
- 2008年（平成20年）11月 - 北海道学校歯科保健優良校表彰

## 通学区域
- 稚内市
  - 沼川・曲淵・川西・川南・開進・樺岡・豊別・上声問・天興・曙地区

## 交通
- 宗谷バス（路線バス）曲渕線「天北小中学校前」下車。